# Bílá hora (Podbeskydská pahorkatina)
Bílá hora (557 m) leží v Podbeskydské pahorkatině mezi městy Štramberk a Kopřivnice, v okrese Nový Jičín v Moravskoslezském kraji. Na vrcholu, který se nachází na katastrálním území Štramberka, stojí 43 metrů vysoká víceúčelová věž s vyhlídkovou plošinou - rozhledna Bílá hora ve výšce 26 metrů.
Hora má oválný tvar.[zdroj?] Ze severu od 390 metrů je pokryta lesem, z jihu od 540 metrů. Název vznikl podle toho, že dříve byla nezalesněná,  využívala se k zemědělství a pastevectví. Hora byla lysá, tedy bílá.